# Fachoberschule im wirtschaftlichen Bereich
Die Fachoberschule im wirtschaftlichen Bereich, auch Wirtschaftsfachoberschule bzw. Wirtschaftliche Fachoberschule (WFO), italienisch Istituto tecnico economico, ist eine wirtschaftswissenschaftlich orientierte Oberschule in Italien, die in zwei verschiedenen Fachrichtungen existiert und zur Staatlichen Abschlussprüfung (Matura) führt. Die im Artikel genannten deutschen Bezeichnungen sind in Südtirol üblich.
Die Wirtschaftliche Fachoberschule ähnelt der österreichischen HAK.

## Bildungssystem
Die Fachoberschule im wirtschaftlichen Bereich ist neben der Fachoberschule im technologischen Bereich (italienisch Istituto tecnico tecnologico) bzw. Technologischen Fachoberschule (TFO) die zweite Art der Fachoberschule in Italien.
Die Fachoberschule läuft vom 9. bis zum 13. Schuljahr und ist in zwei Abschnitte gegliedert. Die ersten beiden Jahre (Biennium) werden von allen Schülern gemeinsam belegt, ab dem 3. Schuljahr (Triennium) erfolgt eine Spezialisierung durch die Wahl der Fachrichtung. 
Die Ausbildung schließt mit der staatlichen Abschlussprüfung (Matura) und dem Titel Perito commerciale ab. Die staatliche Abschlussprüfung berechtigt zum Studium an allen Universitäten, ermöglicht aber auch direkt den Eintritt in die Arbeitswelt.

## Fachrichtungen
Staatsweit existieren folgende zwei Fachrichtungen, wobei nicht beide Fachrichtungen an jeder Schule angeboten werden müssen:
- Verwaltung, Finanzen und Marketing
- Tourismus

## Südtirol
In Südtirol gibt es eine Reihe von Fachoberschulen im wirtschaftlichen Bereich. Nicht mehr in der offiziellen Nomenklatur vorhanden, aber dennoch häufig zu hören ist dabei die vor einer 2011 umgesetzten Reform des italienischen Schulsystems genutzte Bezeichnung Handelsoberschule (HOB). 
Im Folgenden eine Liste aller öffentlichen Schulen in Südtirol, die zumindest eine Fachrichtung der Wirtschaftsfachoberschule anbieten (teils mit eigener Direktion, teils unter einem Dach mit anderen Schultypen; in Klammer die Sprache des Fachunterrichts):
- Abtei
  - Oberschulzentrum Stern/Abtei (deutsch/italienisch)
- Auer
  - Wirtschaftsfachoberschule Auer (deutsch)
- Bozen
  - Wirtschaftsfachoberschule „Heinrich Kunter“ (deutsch)
  - Sozialwissenschaftliche Gymnasium mit angeschlossener Fachoberschule für Tourismus „Robert Gasteiner“ (deutsch)
  - Wirtschaftsfachoberschule „Cesare Battisti“ (italienisch)
  - Oberschulzentrum „Claudia de’ Medici“ (italienisch)
- Brixen
  - Fachoberschule für Wirtschaft, Grafik und Kommunikation „Julius und Gilbert Durst“ (deutsch)
  - Wirtschaftsfachoberschule „Falcone e Borsellino“ (italienisch)
- Bruneck
  - Wirtschaftsfachoberschule Bruneck (deutsch)
  - Oberschulzentrum (italienisch)
- Innichen
  - Wirtschaftsfachoberschule Innichen (deutsch)
- Mals
  - Oberschulzentrum „Claudia von Medici“ (deutsch)
- Meran
  - Wirtschaftsfachoberschule „Franz Kafka“ (deutsch)
  - Fachoberschule für Tourismus und Biotechnologie „Marie Curie“ (deutsch)
  - Oberschulzentrum „Gandhi“ (italienisch)
- Sand in Taufers
  - Oberschulzentrum Sand in Taufers (deutsch)
- Schlanders
  - Oberschulzentrum Schlanders (deutsch)
- St. Ulrich in Gröden
  - Wirtschaftsfachoberschule „Raetia“ (deutsch/italienisch)
- Sterzing
  - Oberschulzentrum Sterzing (deutsch)